# Rio Geamăna (Dumbrăviţa)
O Rio Geamăna é um rio da Romênia, afluente do Homorod, localizado no distrito de Braşov.